# 2-я пехотная дивизия (Великобритания)
2-я пехотная дивизия (англ. 2nd Infantry Division)— соединение вооружённых сил Великобритании. Впервые сформирована в 1809 году, использовалась во время наполеоновских войн, Крымской войны, англо-бурской войны, Первой и Второй мировых войн. После окончания каждого из этих конфликтов дивизия расформировывалась. В 1947 году 2-я пехотная дивизия сформирована как постоянное соединение. По окончании холодной войны дивизия приобрела характер военного округа, объединяющего сухопутные вооружённые силы на севере Англии и в Шотландии. Была расформирована 1 апреля 2012 года.

## Пиренейская война
Впервые соединения с таким номером появились в Великобритании во время наполеоновских войн. Они не имели постоянного состава и использовались временно для объединение двух-трех бригад в рамках той или иной армии. То есть одновременно в составе разных армий могло действовать несколько 2-х дивизий. Например, в 1810 г. 2-я дивизии действовали как на Пиренеях, так и на островах Карибского моря. Наибольшую известность получила 2-я дивизия из армии Веллингтона, действовавшая в Испании. Большую часть войны она провела в качестве гарнизона провинции Эстремадура (отсюда её прозвище Observing Division — «Наблюдающая дивизия»), но в боях при Арройо-Молинос и Альмарасе ей удалось застать французов врасплох (отсюда её второе прозвище — Surprisers, «Заставшие врасплох»).

## Состав
Командующий — генерал-лейтенант Стюарт
Бригада генерал-майора Барнса
- 1-й батальон 50-го пехотного полка
- 1-й батальон 71-го пехотного полка
- 1-й батальон 92-го пехотного полка

Бригада генерал-майора Бинга
- 1-й батальон 3-го пехотного полка
- 1-й батальон 57-го пехотного полка
- 1-й батальон 66-го пехотного полка
- 2-й батальон 31-го пехотного полка

Бригада генерал-майора О’Каллагана
- 1-й батальон 28-го пехотного полка
- 1-й батальон 39-го пехотного полка
- 2-й батальон 34-го пехотного полка

Португальский отряд генерала Хардинга
- 6-й линейный полк
- 18-й линейный полк
- 8-й стрелковый полк

Командующий — генерал-лейтенант Генри Клинтон
1-я бригада Королевского германского легиона (полковник де Плат)
- 1-й линейный батальон Королевского германского легиона
- 2-й линейный батальон Королевского германского легиона
- 3-й линейный батальон Королевского германского легиона
- 4-й линейный батальон Королевского германского легиона

3-я бригада (генерал-майор Фредерик Адам)
- 1-й батальон 52-го пехотного полка
- 1-й батальон 71-го пехотного полка
- 2-й батальон 95-го пехотного полка
- 3-й батальон 95-го пехотного полка

3-я Ганноверская бригада генерал-майор Хью Холкет)
- Ландверный батальон «Бременфорде»
- Ландверный батальон «Зальцгиттер»
- Ландверный батальон «Оснабрюк»
- Ландверный батальон «Квакенбрюк»

Артиллерия
- Одна британская пешая батарея
- Конная батарея Королевского германского легиона

## Командование дивизии

### Командиры
Список командиров с 1899 года:

- Генерал-майор Фрэнсис Клери[англ.] (1899—1901)[6]
- Генерал-майор Чарльз Дуглас[англ.] (1902—1904)[7]
- Генерал-лейтенант Брю Хэмильтон[англ.] (1904—1907)
- Генерал-майор Теодор Стивенсон[англ.] (1907—1910)
- Генерал-майор Генри Лоусон[англ.] (1910—1914)
- Генерал-майор Чарльз Монро (август — декабрь 1914)
- Генерал-майор Генри Хорн[англ.] (1914—1915)
- Генерал-майор Уильям Уолкер[англ.] (1915—1916)
- Генерал-майор сэр Сесил Перейра[англ.] (1916—1919)
- Генерал-майор сэр Ричард Батлер[англ.] (1919—1923)
- Генерал-майор сэр Питер Стрикленд[англ.] (1923—1926)
- Генерал-майор сэр Эдмунд Айронсайд (1926—1928)
- Генерал-майор Томас Эстли Кьюбитт[англ.] (1928—1931)
- Генерал-майор Генри Джексон[англ.] (1931—1935)
- Генерал-майор Арчибальд Уэйвелл (1935—1937)
- Генерал-майор Генри Уилсон (1937—1939)
- Генерал-майор Чарльз Лойд[англ.] (1939—1940)
- Генерал-майор Ноэль Ирвин[англ.] (май — август 1940)
- Генерал-майор Дэрил Уотсон[англ.] (1940—1941)
- Генерал-майор Джон Гравер[англ.] (1941—1944)
- Генерал-майор Кэмерон Николсон[англ.] (1944—1946)
- Генерал-майор Роберт Оркрайт[англ.] (1946—1947)
- Генерал-майор Филип Бальфур[англ.] (1947—1949)
- Генерал-майор Колин Калландер[англ.] (1949—1951)
- Генерал-майор Бэзил Коуд[англ.] (1951—1954)
- Генерал-майор Джон Уилси[англ.] (1954—1956)
- Генерал-майор Космо Невилл[англ.] (1956—1958)
- Генерал-майор Уильям Стирлинг[англ.] (1958—1960)
- Генерал-майор Эдвард Уильямс[англ.] (1960—1962)
- Генерал-майор Мервин Батлер[англ.] (1962—1964)
- Генерал-майор Норман Уилер[англ.] (1964—1966)
- Генерал-майор Джон Шарп[англ.] (1966—1967)
- Генерал-майор Чандос Блэр[англ.] (1968—1970)
- Генерал-майор Ролло Пэйн[англ.] (1970—1972)
- Генерал-майор Джон Арчер[англ.] (1972—1974)
- Генерал-майор Десмонд Мангем[англ.] (1974—1976)
- Генерал-майор Фрэнк Китсон (1976—1977)
- Генерал-майор Патрик Палмер[англ.] (1983—1984)
- Генерал-майор Питер Индж (1984—1986)
- Генерал-майор Чарльз Гутри (1986—1987)
- Генерал-майор Мюррэй Нейлор[англ.] (1987—1989)
- Генерал-майор Майкл Роуз[англ.] (1989—1991)
- Генерал-майор Майкл Уокер (1991—1992)
- Генерал-майор Патрик Кордингли[англ.] (1995—1996)
- Генерал-майор Дэйр Фаррар-Хокли[англ.] (1996—1999)
- Генерал-майор Роберт Гордон[англ.] (1999—2002)
- Генерал-майор Ник Паркер[англ.] (2002—2004)
- Генерал-майор Юэн Лудон[англ.] (2004—2007)
- Генерал-майор Дэвид Макдоуэлл[англ.] (2007—2009)
- Генерал-майор Эндрю Маккей[англ.] (май — сентябрь 2009)[8]
- Генерал-майор Дэвид Шоу[англ.] (октябрь 2009 — январь 2012)[9]
- Генерал-майор Ник Илз[англ.] (январь — март 2012)[10]

### Заместители командиров
- Бригадир Джозеф Джерард д’Инверно (2006—2009)
- Бригадир Саймон Белл (2009—2012)